# Zakliczyn
Zakliczyn este un oraș în județul Tarnów, Voievodatul Polonia Mică, Polonia cu o populație de 1.534 locuitori (2008).
Zakliczyn, care se află pe malul drept al râului Dunajec, a avut drepturi oraș în perioada 1557-1934, și le-a recâștigat la 1 ianuarie 2006. Orașul se află în valea râului Dunajec, înconjurat de dealuri împădurite cu înălțimi de 300 - 500 de metri deasupra nivelului mării. Zakliczyn are o primărie situată în piața centrală spațioasă a orașului, una dintre cele mai mari din provincie, 100 x 170 metri. Orașul a fost numit inițial Opatkowice, numele său a fost schimbat în 1558, în onoarea satului Zakliczyn, județul Myślenice, care a fost sediul vechi al familiei Iordan.
În 2008, Zakliczyn a fost selectat cu 19 sate din Europa (Germania, Polonia, Italia și Spania), pentru un film documentar spaniol Pueblos de Europa ("Satele din Europa"), produs de Juan Frutos.

## Atracții turistice
- Structura urbană în centrul orașului (secolul al XVI-XIXa),
- Biserica parohială cu cimitir (1739-1768),
- Abația franciscană, sec. al XVII-XIX,
- Biserica Adormirii Maicii Domnului (1651),
- Cimitir cu soldați căzuți în Primul Război Mondial (1915-1916),
- Primărie (începutul secolului al XIX-lea),
- Case din lemn din secolele XVII -XIX.

## Panorama orașului

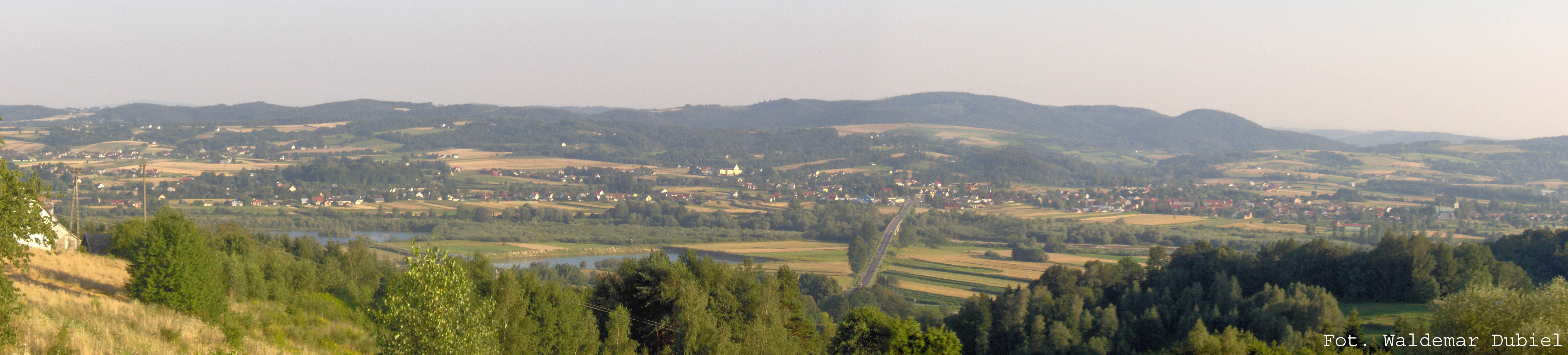
Zakliczyn – widok ze zbocza wsi Roztoka